# Marathon (Nova York)
Marathon és una població dels Estats Units a l'estat de Nova York. Segons el cens del 2000 tenia 1.063 habitants.

## Demografia
Segons el cens del 2000, Marathon tenia 1.063 habitants, 419 habitatges, i 286 famílies. La densitat de població era de 363,2 habitants/km².
Dels 419 habitatges en un 36,3% hi vivien nens de menys de 18 anys, en un 49,6% hi vivien parelles casades, en un 13,4% dones solteres, i en un 31,7% no eren unitats familiars. En el 26,7% dels habitatges hi vivien persones soles l'11,9% de les quals corresponia a persones de 65 anys o més que vivien soles. El nombre mitjà de persones vivint en cada habitatge era de 2,54 i el nombre mitjà de persones que vivien en cada família era de 3,03.
Per edats la població es repartia de la següent manera: un 29,2% tenia menys de 18 anys, un 8,1% entre 18 i 24, un 26,7% entre 25 i 44, un 22,9% de 45 a 60 i un 13,2% 65 anys o més.
L'edat mediana era de 36 anys. Per cada 100 dones de 18 o més anys hi havia 81,9 homes.
La renda mediana per habitatge era de 32.639 $ i la renda mediana per família de 42.000 $. Els homes tenien una renda mediana de 31.538 $ mentre que les dones 23.500 $. La renda per capita de la població era de 16.379 $. Entorn de l'11,4% de les famílies i el 12,4% de la població estaven per davall del llindar de pobresa.